# ボアズカレ
ボアズカレ（Boğazkale）は、トルコの小村。クズル・ウルマック川に抱かれた村。旧名はボアズキョイ（Boğazköy）といった。現在はチョルム県ボアズカレ郡に属する。トルコの首都アンカラの東150キロメートルにありアナトリア高原のほぼ中央部である。
ボアズカレが紀元前16 - 14世紀の古代ヒッタイト帝国の首都、ハットゥシャと確認されたのは、1906年のことであり、以来100年余り発掘はゆっくり続けられている。1905年、ヒッタイト帝国の都を探していたドイツのH・ヴィンクラー（アッシリア学者）が、イスタンブールから中央アナトリアのある村で粘土板文書が発見された情報に接し、発掘調査のために、この村にやって来た。翌年から発掘調査に取りかかった。1906-1907年、1911-12年にわたって発掘を行った。そして、村の遺跡から多くの粘土板を採取した。その粘土板の多くは紀元前2000年紀後半の国際語として使用されていたアッカド語で書かれていた。その中にヒッタイトとエジプトとの「カデシュの戦い」後に交わされた「和平条約」を発見した。ヴィンクラーは、この条約の内容と同じものがエジプトのカルナック神殿の壁に刻まれていることを知っていた。これらの粘土板の発見により、発掘現場が間違いなくヒッタイト帝国の都であることが明白になった。
大神殿跡、突撃門や上の街神殿群跡、獅子門などが発掘され、同遺跡群から出土した粘土板に描かれた楔形文字、象形文字の解読が、ヒッタイトに関する様々な史実解明に繋がった。

## 人口
| 年   | 合計   | 市街地 | 村・町 |
| ---- | ------ | ------ | ------ |
| 1990 | 10,425 | 2,501  | 7,924  |
| 2000 | 8,190  | 1,970  | 6,220  |
| 2007 | 5,696  | 1,588  | 4,108  |
| 2008 | 5,342  | 1,609  | 3,733  |
| 2009 | 5,029  | 1,515  | 3,514  |
| 2010 | 4,818  | 1,491  | 3,327  |
| 2011 | 4,593  | 1,388  | 3,205  |
| 2012 | 4,437  | 1,356  | 3,081  |
| 2013 | 4,308  | 1,349  | 2,959  |
| 2014 | 4,064  | 1,290  | 2,774  |
| 2015 | 3,867  | 1,216  | 2,651  |
| 2016 | 3,728  | 1,176  | 2,552  |